# Obliquilingulina
Obliquilingulina es un género de foraminífero bentónico de la Subfamilia Entolingulininae, de la Familia Glandulinidae, de la Superfamilia Polymorphinoidea, del Suborden Lagenina y del Orden Lagenida. Su especie-tipo es Obliquilingulina oblonga. Su rango cronoestratigráfico abarca el Holoceno.

## Discusión
Clasificaciones previas incluían Obliquilingulina en la Superfamilia Nodosarioidea.

## Clasificación
Obliquilingulina incluye a la siguiente especie:
- Obliquilingulina oblonga